# Hertog van Connaught en Strathearn

Wapen van de hertog van Connaught en Strathearn

Hertog van Connaught en Strathearn (Engels: Duke of Connaught and Strathearn) is een Britse adellijke titel. 
De titel hertog van Connaught en Strathearn werd gecreëerd in 1874 door koningin Victoria voor haar derde zoon, prins Arthur.
Na het kinderloos overlijden van de tweede hertog verviel de titel weer aan de kroon.

## Hertog van Connaught en Strathearn (1874)
- Arthur, 1e hertog van Connaught en Strathearn (1874–1942)
  - Prins Arthur van Connaught (1883–1938), enige zoon van de 1e hertog, overleed vóór zijn vader.
- Alastair, 2e hertog van Connaught en Strathearn(1942–1943), kleinzoon van de 1e